# Seznam južnokorejskih smučarskih skakalcev
Seznam južnokorejskih smučarskih skakalcev.

## C
- Choi Heung-chul
- Choi Seou

## K
- Kang Chil-ku
- Kim Hyun-ki

## P
- Park Guy-lim